# ملف شخصي

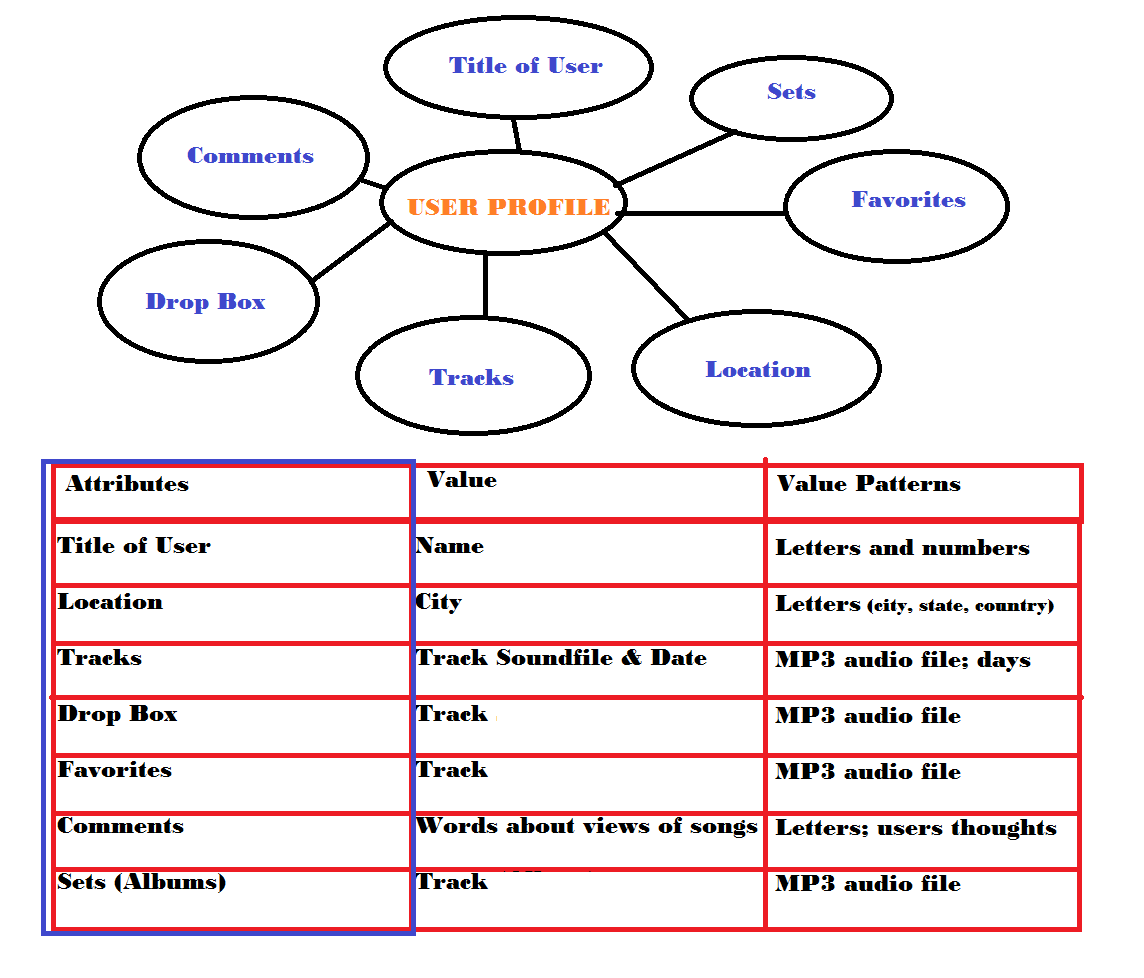

ملف شخصي (بالإنجليزية: User profile)‏ مجموعة بيانات شخصية مرتبطة بمستخدم معين وتتضمن التمثيل الرقمي لهوية المستخدم وتفضيلاته، تستخدم اللاحات من قبل أنظمة التشغيل وبرامج الحاسوب والشبكات الاجتماعية كفيس بوك.